# Bryan Colon
Bryan Miguel Colon Heredia, né le 17 février 1992 en République Dominicaine, est un joueur de basketball professionnel. Il mesure 1,81 m et évolue au poste de meneur de jeu dans l’équipe des Lions de Genève.

## Biographie
Né dans la ville de Saint-Domingue en République Dominicaine, Bryan est le fils de José Agustín Colon, ancien Basketteur professionnel, et de Belkis Dolores Heredia, institutrice des écoles.
Bryan arrive en Suisse à l'age de 11 ans, et y découvre le basket-ball, au Lausanne Basketball Club, première étape sur le chemin de l’Elite du basket Suisse, dont il deviendra un joueur majeur quelques années plus tard.
En plus du basket, Bryan lance en 2022 Le podcast LaConv.

## Carrière professionnelle
Bryan rejoint le BBC Lausanne à l’age de 16 ans, et y évolue de 2008 à 2015, gagnant un titre de Champion LNB en 2014, et étant élu MVP du championnat la même année.
Durant les étés 2015 et 2016 Bryan évolue avec les Indios de San Francisco (République Dominicaine).
Meneur organisateur et scoreur, il fait ses débuts en première Ligue Suisse au BBC Monthey en 2015/2016, saison durant laquelle il gagne la Coupe de la ligue. Dès sa première saison Bryan enregistre des statistiques intéressantes avec une moyenne de 9 points, 2 passes décisives et 2 rebonds par match.
Bryan signe la saison suivante avec l’Union Neuchâtel, où il restera 6 saisons, jusqu’en 2022. Il atteindra la Finale SBL CUP en 2020 et la Finale Championnat Suisse en 2022, dont il sera élu MVP avec des statistiques de 17,1 points, 3.1 passes décisives et 4.7 rebonds.
Il s’engage dans la foulée avec Lions de Genève en tant que meneur de jeu et capitaine,,.